# (6348) 1995 CH1
A (6348) 1995 CH1 a Naprendszer kisbolygóövében található aszteroida. Ueda Szeidzsi és Kaneda Hirosi fedezte fel 1995. február 3-án.